# Минова, Ёсинобу
Ёсинобу Минова (яп. 箕輪 義信 Минова Ёсинобу, род. 2 июня 1976, Кавасаки, Канагава) — японский футболист.

## Карьера
На протяжении своей футбольной карьеры выступал за клубы «Джубило Ивата», «Кавасаки Фронтале», «Консадоле Саппоро».

## Национальная сборная
В 2005 году дебютировал за национальную сборную Японии в товарищеском матче против Украины.

## Статистика за сборную
| Сборная Японии | Сборная Японии | Сборная Японии |
| Год            | Матчи          | Голы           |
| -------------- | -------------- | -------------- |
| 2005           | 1              | 0              |
| Итого          | 1              | 0              |

## Достижения

### Командные
- Кубок Императора: 1999